# Права ЛГБТ в Италии
Права ЛГБТ в Италии значительно изменились за последние несколько лет, хотя представители ЛГБТ всё ещё могут сталкиваться с юридическими препятствиями, с которыми не сталкиваются не-ЛГБТ-граждане, в отношении усыновления и удочерения и признания брака, заключённого за границей. Несмотря на это, Италия считается дружественной к ЛГБТ страной, а общественное мнение о гомосексуальности, как правило, считается всё более либеральным, хотя всё ещё встречаются жертвы гомофобии, особенно в сельской местности, где они всё ещё преобладает более консервативное мировозрение.
В Италии гомосексуальные отношения мужчин и женщин больше не караются законом с 1 января 1890 года, когда вступил в силу Кодекс Дзанарделли.
С принятием закона № 164 от 14 апреля 1982 года Италия стала третьей страной в мире после Швеции (1972 год) и Германии (1980 год), которая разрешила трансгендерным людям на законных основаниях менять пол.
В октябре 1984 года в Пескаре 23-летняя Габриэлла Качаграно была первой трансгендерной женщиной, которая вышла замуж в Италии (за 26-летнего мужчину) после признания её нового пола в 1982 году.
В 1995 году Марселла Ди Фолько стала первой женщиной, которая открыто перенесла операцию по смене пола, чтобы занять государственную должность, став членом городского совета Болоньи.
25 февраля 2016 г., после 30 лет предложений в парламенте, Сенат Италии одобрил закон о гражданских союзах; В тот же период опрос показал, что подавляющее большинство итальянцев выступают за гражданские союзы (69 %), большинство — за брак (56 %) и только 37 % — за право на усыновление для ЛГБТ пары.
Закон № 76 о гражданских союзах, одобренном Палатой 11 мая 2016 года, гарантирует большинство прав, гарантированных браком. Однако право на усыновление было в конечном итоге изъято из закона, и поэтому вопрос перешёл на судебный уровень. Один и тот же закон рассматривает как гомосексуальные, так и гетеросексуальные пары, оказавшихся в ситуации сожительства с некоторыми минимальными правами. Гражданские союзы и фактическое сожительство официально признаны с 5 июня 2016 года, когда закон вступил в силу.
Хотя дискриминация при приёме на работу по признаку сексуальной ориентации запрещена, во исполнение директивы Европейского союза с 9 июля 2003 года не существует другого национального закона против дискриминации по признаку сексуальной ориентации или гендерной идентичности. В настоящее время вводится путём расширения запрета дискриминации в других секторах на национальном уровне; кроме того, некоторые регионы Италии пошли в этом направлении, приняв с 2004 года некоторые законы с ограниченной эффективностью.
По данным Ilga Europe 2020, Италия занимает 35-е место из 49 европейских стран по правам ЛГБТ-людей именно из-за отсутствия специального закона против гомобитрансфобии, касающегося преступлений и языка вражды, голосование которого в Палате депутатов продолжалось с 27 октября по 4 ноября 2020 года и, с её одобрения, а затем была передана на рассмотрение Сената. С 2006 года Европейский парламент просит Италию восполнить этот законодательный пробел. В любом случае, даже если нет других явных законов против дискриминации, гомофобные акты наказываются в соответствии с другими законами, и судья должен определить, является ли гомотрансфобная ненависть отягчающим обстоятельством в случае агрессии.
30 сентября 2020 года в Официальном вестнике сообщается, что AIFA установила, что все гормональные препараты, используемые для процесса феминизации трансгендерных женщин и процесса вирилизации трансгендерных мужчин, будут бесплатными на всей территории Италии, начиная с 1 октября 2020 года. Все те, кто будет находиться в процессе перехода и кому будет поставлен диагноз гендерной дисфории или гендерного несоответствия «специальной мультидисциплинарной и специализированной командой», следовательно, будут иметь право на поддержку со стороны государства. Их будут бесплатно распространять только в больничных аптеках.
Согласно опросу 1983 года, 46% итальянцев считали гомосексуальность болезнью. В 1991 году опрос подтвердил, что более 70% итальянских граждан приняли гомосексуальность. В двух опросах, соответственно, в 1998 и 2002 годах, более 72% итальянцев считали, что де-факто союз подходит гомосексуалам.

## Уголовное право Италии с девятнадцатого века до наших дней

### Кодекс Наполеона
В 1786 году Великое герцогство Тоскана стало первой страной в мире, отменившей смертную казнь, в том числе за гомосексуальность. Последняя известная казнь за содомию в Италии произошла 20 ноября 1782 года в Палермо. Аббат Доменико Аббо в 1843 году был казнён за изнасилование и убийство ребёнка, а не за гомосексуализм, как считалось ранее. В 1860 году Королевство Сардиния собрало в новорождённом Королевстве Италия ряд государств, в которых все (кроме двух) отменили в результате Наполеоновского кодекса наказание за сексуальные отношения между мужчинами, при условии, что они совершались по обоюдному согласию взрослых и наедине.
Одним из двух государств, соблюдающих этот тип законов, было Королевство Сардиния. Уголовный кодекс, обнародованный 20 ноября 1859 года Витторио Эмануэле II, содержал Раздел VII Книги II, посвящённый преступлениям против нравственности (статьи 420—425). Нормативное положение наказывает все половые акты, не ведущие к деторождению, и, следовательно, акты похоти между двумя мужчинами (лесбиянство не рассматривается) в уголовном кодексе.
Эти законы были распространены вместе с остальной частью Уголовного кодекса Королевства Сардиния на другие регионы Италии с одним удивительным исключением: из-за якобы «особого характера южного населения» эти статьи закона (в дополнение к статьям, касающимся инцеста) не распространялись на бывшее Королевство Обеих Сицилий. Гомосексуальные отношения между взрослыми по обоюдному согласию могли считаться преступлением в Турине, Милане, Кальяри, но не в Неаполе, Бари или Палермо.

### Кодекс Дзанарделли
Эта странная ситуация, из-за которой в одной части королевства было незаконно то, что было законно в другой, была исправлена только в 1889 году с обнародованием Кодекса Дзанарделли, который отменил любое различие в обращении между гомосексуальными и гетеросексуальными действиями на всей территории королевства Италия. С момента вступления в силу кодекса с 1 января 1890 г. гомосексуализм больше не считался незаконным в этой стране.

### Кодекс Рокко
Ситуация не изменилась даже 40 лет спустя с обнародованием фашистами Кодекса Рокко 19 октября 1930 года, хотя изначально в законопроекте содержалась статья (528), озаглавленная «Гомосексуальные отношения», которая предусматривала наказания до 3 лет для любого, кто совершил «вожделения в отношении лица того же пола», но только в случае «публичного скандала», и с увеличением до 5 лет лишения свободы, если речь идёт о несовершеннолетних (затем возраст был увеличен до 21 года). Выдержка из правила, однако, была вызвана не какой-то доброжелательностью к такой практике, а фактом, — объясняет парламентский отчёт, написанный самим Альфредо Рокко, — что «постыдный порок […] не так широко распространён в Италии, чтобы требовать вмешательства уголовного закона [:] законодатель [, фактически, должен вмешиваться] при наличии форм безнравственности [только если] они представляют себя в социальном сосуществовании в тревожной форме». Это не помешало фашизму преследовать гомосексуальное поведение мужчин с помощью административных наказаний, таких как выговор и заключение.
Ситуация с Кодексом Рокко, который оставался действующим уголовным кодексом, не изменилась с предыдущих десятилетий. Законодатели продолжали отвергать принятие законов, затрагивающих проблему гомосексуализма, как в защитном, так и в репрессивном смысле, таким образом рассматривая её как проблему, чуждую государству, и относящуюся к сфере морали и религии.
Парадоксально, но такое отношение не позволило принять в послевоенный период в Италии законы, криминализирующие гомосексуализм, как это было в других западных странах, несмотря на по крайней мере три попытки их введения. Особый интерес представляет тот факт, что отменить эти попытки прежде всего желали христианские демократы.
Это традиционное отношение итальянского политического класса не отказало даже левоцентристскому правительству Италии во время XIII законодательного собрания 1996—2001 гг., Которое неудивительно, что в течение пяти лет отказывалось обсуждать вопрос о так называемых «гражданских союзах», а также по запросу, явным явлением некоторых католических компонентов политического альянса с правительством, чтобы включить гомосексуализм в закон о преступлениях на почве ненависти.

### Послевоенный период (1945 г.)
После Второй мировой войны положение гомосексуалистов не изменилось, и «репрессивная терпимость» оставалась правилом большинства. В течение 1950-х годов большинство врачей и особенно молодых сексологов всё ещё считали гомосексуализм расстройством или болезнью.
В 1959 году Джио Стаджано опубликовал автобиографический роман «Рома Каповольта». Роман конфискован через два месяца.
В начале 1960-х годов предпринимались попытки принять законы против гомосексуализма, запрещая при этом любые высказывания в его пользу, но они не увенчались успехом именно из-за преобладания так называемой репрессивной терпимости:
- 22 января 1960 г. Клементе Манко из Социального движения (MSI) представляет законопроект № 2990: "Любой, кто вступает в сексуальные отношения с лицом того же пола, наказывается лишением свободы на срок от шести месяцев до двух лет … Если публичный скандал следует из факта гомосексуализма, штраф увеличен … ".
- 29 апреля 1961 г. Бруно Романо из PSDI представляет законопроект, который предусматривает «наказание на срок до десяти лет для всех, кто имеет гомосексуальные отношения, и до двадцати лет в случае наличия отягчающих обстоятельств».
- В том же году Ватикан объявил, что любому, «подверженному извращённым наклонностям», нельзя разрешать принимать религиозные таинства или быть рукоположённым в Римско-католическую церковь.
- 28 мая 1964 года Декрет президента республики № 496 «Перечень недостатков и недугов, приводящих к недопустимости военной службы». К недостаткам относятся «ненормальные и психопатические личности (импульсивные, неуверенные, астенические, абулические, депрессивные, лабильные по настроению, сексуально извращённые) после наблюдения в военных госпиталях» (статья 28) и «психоневротические синдромы (неврастенические, истерические, навязчивые и тревожные, связанные или не связанные с признаками нейродистонии и органоневротическими проявлениями)» (статья 29)[7].

В этот период также прошли такие события, как «Скандал зелёных балетов» (1960) и «Дело Брайбанти» в 1964 году, в которых родители возлюбленного мужчины обвинили его в мысленном манипулировании своим сыном с намерением превратить его в гомосексуалиста. В 1968 году Брайбанти был приговорён к 9 годам тюремного заключения, которые затем были сокращены до 6 и, наконец, до 4. В отличие от предыдущего скандала, консерваторы манипулировали этим делом, чтобы продемонстрировать извращение левых, ценности которых, по их утверждениям, способны развратить молодёжь и институт традиционной семьи, поскольку Брайбанти был коммунистом и партизаном.
В 1963 году в Риме вместе с основателем Массимо Консоли родилась группа The Revolution is Green с целью протеста против прессы, освещающей проблему гомосексуализма с использованием неприемлемых языков.
В 1964 году «Панорама» опубликовала досье по «проблеме гомосексуализма».

### После 1969 г.
В 1971 году была образована первая гомосексуальная организация в Италии; это Fuori! («Итальянский революционный гомосексуальный унитарный фронт!)», аббревиатура, которая по-итальянски также означает «выход».
В 1974 году ассоциация вступила в политический союз с Радикальной партией, которая позволила её лидеру Анджело Пеццане быть избранным первым геем-членом итальянского парламента на неделю в феврале 1979 года, но он так и не пришёл, чтобы занять своё место, так как отправился в отставку ранее. Многие участники вскоре решили покинуть организацию, предпочитая присоединиться к движению 77-го.
Один из самых известных активистов, покинувших Fuori!, был марксист Марио Миели, который внёс свой вклад в формирование «миланских гомосексуальных коллективов». Некоторые итальянские левые партии, в том числе Коммунистическая партия Италии, открылись для заявлений ЛГБТ в 1980-х, в то время как культурный левый коллектив ARCI был у истоков организации Arcigay, которая позже стала ведущей гей-организацией в стране со штабом в Болонье.
В течение 1980-х годов основной спрос на поддержку был направлен на борьбу со СПИДом и конкретные кампании в отношении гомосексуалистов, нарушающие табу на использование презервативов.
В 1982 году был основан журнал Babilonia, самый длительный ЛГБТ-журнал в истории итальянской литературы, который был окончательно закрыт только в 2009 году.
К 1990 году гомосексуальное освободительное движение в Италии было фрагментировано, хотя Arcigay оставался главной национальной организацией.

### Законность однополой сексуальной активности сегодня
Однополые сексуальные отношения были законными в Италии с 1890 года. Возраст согласия составляет 14 лет (статья 609 Уголовного кодекса Италии), независимо от пола или сексуальной ориентации.

## Защита от дискриминации

### Транспонирование Директивы 2000/78 / EC
С 9 июля 2003 года дискриминация по признаку сексуальной ориентации на рабочем месте является незаконной на всей территории страны в соответствии с законодательством Европейского Союза. Этого требует, в частности, Директива 2000/78 / EC, введённая в действие в Италии во время 14-го законодательного собрания c законодательным декретом No. 216 от 9 июля 2003 г. («Выполнение Директивы 2000/78 / ЕС о равном обращении в вопросах занятости и условий труда»). Таким образом, впервые с 1859 года были приняты законы, прямо направленные на дискриминацию по признаку сексуальной ориентации. Тем не менее, этот законодательный указ частично изменил значение директивы в первоначальном тексте.
В частности, пункт 3 статьи 3 Законодательного декрета в его первоначальной редакции гласил:
"В соответствии с принципами соразмерности и разумности, в контексте трудовых отношений или осуществления деловой деятельности, эти различия в обращении из-за характеристик, связанных с религией, личные убеждения, инвалидность, возраст или сексуальная ориентация человека, если в силу характера трудовой деятельности или контекста, в котором она осуществляется, эти характеристики представляют собой существенное и решающее требование для цели осуществления самой деятельности. Аналогичным образом, оценка вышеупомянутых характеристик не является актом дискриминации, если они приобретают значение с точки зрения пригодности для выполнения функций, которые могут быть призваны выполнять вооружённые силы и полиция, тюрьмы или службы спасения".
Хотя это изменение, конечно, не идёт в желаемом направлении по гомосексуальной освободительному движению, это, однако, нельзя отрицать, что гомосексуальность была названа таким образом, впервые в итальянском праве.
Формулировка положения была далека от соответствующего текста ст. 4 Директивы 78/2000, которая гласит:
"Без ущерба для статьи 2 (государства-члены могут предусмотреть, что различие в обращении, основанное на характеристике, относящейся к любому из оснований, указанных в статье 1, не является дискриминацией, если по характеру трудовой деятельности или для контекста, в котором она осуществляется, эта характеристика представляет собой существенное и решающее требование для выполнения трудовой деятельности при условии, что цель является законной, а требование соразмерным"
Положения, введённые в Италии, впервые определил, что сексуальная ориентация может иметь значение при оценке того, подходит ли гражданин для вступления или пребывания в вооружённых силах, полиции и пожарных командах. Поэтому министерство обороны приняло постановление, в котором заявило, что оно может законно обрабатывать в институциональных целях даже конфиденциальные данные, касающиеся половой жизни сотрудников (Постановление министерства от 13 апреля 2006 г., № 303). С другой стороны, аналогичные постановления, принятые другими министерствами (внутренних дел, юстиции, экономики и финансов), декларируют, что они могут обрабатывать этот тип данных о сотрудниках только в отношении возможной смены пола.
Только в 2008 г. декрет-закон от 8 апреля 2008, содержащий срочные положения для выполнения обязательств сообщества и исполнения постановлений Суда Европейских сообществ, преобразованный в закон № 101, который придавал значение сексуальной ориентации при оценке пригодности или непригодности для вступления или пребывания в вооружённых силах, полиции и пожарных, был отменён.
В настоящее время, после изменений, внесённых в закон № 101 2008 г. абзац третий ст. 3 Законодательного декрета № 216/2003 сформулирован следующим образом:
"В соответствии с принципами соразмерности и разумности и при условии, что цель является законной, в контексте трудовых отношений или осуществления деловой деятельности, эти различия в обращении из-за характеристики, связанные с религией, личными убеждениями, физическими недостатками, возрастом или сексуальной ориентацией человека, если в силу характера трудовой деятельности или контекста, в котором она осуществляется, эти характеристики составляют необходимое и решающее требование для выполнения самой деятельности"
Следует помнить, что присутствие гомосексуалов в вооружённых силах и, прежде всего, в полиции, часто считается полностью законным в других странах Европы, настолько, чтобы иметь профсоюзную организацию на европейском уровне.

### Известные обвинения в гомофобии в Италии
Одним из наиболее известных обвинительных приговоров по этой директиве был обвинительный приговор против адвоката Карло Таормина, который в июле 2013 года во время интервью по радио заявил, что никогда не наймёт гомосексуала в свою юридическую фирму. Суд Бергамо приговорил Таормину к выплате 10 000 евро и постановил опубликовать приговор в национальной газете за свой счёт.
Однако в 2008 году Данило Джуффрида получил компенсацию в размере 100 000 евро после того, как Министерство инфраструктуры и транспорта приказало ему снова пройти тест для получения водительских прав из-за его сексуальной ориентации. Судья подтвердил, что Министерство транспорта допустило явное нарушение антидискриминационного законодательства.

### Региональные законы
В 2004 году Тоскана стала первым регионом Италии, в котором запрещена дискриминация гомосексуалов в сфере работы, образования, коммунальных услуг и жилья. Правительство Берлускони оспорило новый закон в суде, заявив, что только центральное правительство имеет право принимать подобный закон. Конституционный суд отменил жилищные положения (в отношении частных домов и религиозных учреждений), но в остальном оставил в силе большую часть законодательства. Впоследствии аналогичные законы были приняты в Лигурии (2009 г.), Марке (2011 г.), Сицилии (2015 г.), Пьемонте (2016 г.), Умбрии (2017 г.), Эмилии-Романье (2019 г.) и Кампании (2020 г.). В настоящее время только в Кампании действует закон о борьбе с гомофобией, который прямо защищает трансгендеров.

### Дальнейшие законодательные предложения
В 2002 году до принятия законодательного постановления номер 216 от 9 июля 2003 г. Франко Гриллини подал законопроект об изменении ст. 3 Конституции Италии, чтобы запретить дискриминацию по признаку сексуальной ориентации. Однако эта инициатива не увенчалась успехом.
В 2006 году Грилини внёс новое предложение о расширении антидискриминационного закона, на этот раз также добавив пункт о гендерной идентичности. Однако особой поддержки со стороны различных политических партий он не получил.
В 2009 году Палата депутатов отложила предложение против гомофобных преступлений на почве ненависти, которое могло бы привести к ужесточению приговора за преступления, совершённые из-за сексуальной ориентации жертвы, утвердив некоторые предварительные вопросы, поднятые Союзом Центра и поддержанные Лигой Севера и Народом свободы, а также голосованием депутата Паолы Бинетти, члена Демократической партии.
16 мая 2013 г. законопроект, запрещающий дискриминацию по признаку сексуальной ориентации и гендерной идентичности, был представлен на пресс-конференции четырьмя депутатами от четырёх разных политических партий. Это предложение подписали 221 депутат Палаты депутатов, но ни один из них не принадлежал к правоцентристским партиям. Ещё два законопроекта были поданы двумя другими парламентариями. 7 июля комиссия юстиции одобрила законопроект, основанный на совокупности этих предложений. В законопроект были внесены поправки, чтобы учесть требования некоторых более консервативных членов парламента, опасающихся возможного штрафа или осуждения за поддержку своей оппозиции однополым союзам. 5 августа Палата депутатов начала обсуждение.
19 сентября 2013 года Палата представителей приняла закон 228 голосами за, 57 депутатов проголосовали против и 108 воздержались. В тот же день была принята спорная поправка, которая защищала бы свободу слова политиков и представителей духовенства. 29 апреля 2014 г. Сенат начал рассмотрение законопроекта, но так и не был принят.

### XVIII законодательный орган
XVIII законодательный орган Итальянской Республики 2 мая 2018 года на основе законопроекта Скальфаротто от 15 марта 2013 года был разработал новый законопроект о борьбе с гомофобией. Обсуждение в парламенте было запланировано на конец марта 2020 года, но из-за пандемии COVID-19 оно было перенесено на лето 2020 года. Законопроект также предусматривает защиту несовершеннолетних гомосексуалов, подвергающихся дискриминации в семье, включая официальное празднование Всемирного дня борьбы с гомофобией 17 мая.
В любом случае, этот законопроект вызвал протесты со стороны более консервативных групп, таких как Pro Vita (строго религиозная группа, уже выступающая против эвтаназии и гражданских союзов, как это предусмотрено в итальянской правовой системе) и «Члены семьи», которые вновь заявили о бесполезности нового законопроекта, поскольку, по их мнению, гомосексуалы уже будут в достаточной степени защищены на основании статей 61, 575, 612 законом от 9 июля 2003 г., и что этот законопроект, в конечном итоге, хочет подвергнуть цензуре свободу мысли.
Люсия Боргонзони подтвердила, что авторы закона они могли невольно подвергать цензуре свободу мысли, говоря, по сути, половину правды, поскольку закон против гомофобии в Италии 2003 года защищает только права гомосексуалов, а не от языка вражды. Несмотря на критику со стороны религиозных групп, проект никоим образом не упоминает об ограничении свободы выражения мнения, поскольку он соответствует закону Манчино 1993 года.
Кроме того, авторы посчитали, что единого закона недостаточно для защиты гомосексуалов, поскольку ранее юридически защитить гомосексуалистов мог человек только с юридическим образованием. Сенатор Симона Пиллон, утверждала, что этим законом может быть создан «новый порядок психополии», направленный на установление оруэлловского режима, готового арестовать всех, кто выступает против «традиционной семьи»; в то время как Диего Фузаро опубликовал клеветническую статью о законе, направленном на запугивание населения, заявив, что с помощью этого нового закона педофилия может быть легализована; новость, которая впоследствии была признана ложной всеми спикерами проекта;
Позже выяснилось, что этот фальшивая статья была ни чем иным, как провокацией Карло Джованарди в 2013 году. Массимо Гандольфини по случаю обсуждения закона в парламенте напомнил о праздновании Дня семьи на различных площадях Италии в июле 2020 года под лозунгом «Останемся свободными». Парламентские группы также присоединились к этой инициативе, подтвердив своё полное осуждение всех форм дискриминации в отношении гомосексуалов, но также подтвердив легитимность свободы выражения мнения, хотя и не ограниченной предложенным законом, но насколько это допустимо, главное, чтобы жертва не подвергалась явной дискриминации, вне зависимости от собственной ориентации, поскольку в законопроекте упоминается сексуальная ориентация в целом.
С другой стороны, другие парламентские группы присоединились к демонстрациям по всей Италии, чтобы поддержать закон против гомофобии. По этому случаю была запущена национальная кампания «Дай голос уважению» при поддержке Алессандры Майорино, Моники Чиринна, Лауры Больдрини, Алессандро Зан, юриста Кэти Ла Торре и других важных политиков, которые подтвердили необходимость принятия закона против гомофобии, который ожидался с 24 октября 1996 г..
Более того, недавние эпизоды расизма и гомофобии в Италии (например, убийство 18-летней девушки в Кампании её братом, который не принимал её отношения с мальчиком-транссексуалом) высветили проблему, о которой сообщалось уже несколько десятилетий, в стране и не всегда должным образом освещаемой в политической сфере. Убийство девушки прокомментировали и осудили все двухпартийные политики, выразившие глубочайшее сожаление; все они призывали к жёсткому вмешательству со стороны государства. И Джорджа Мелони (заявившая, что убийство молодой женщины было мотивировано не только гомофобией, но также сексизмом и патриархатом), и Маттео Сальвини заявили, что он хотят защитить гомосексуалов, однако выступают против законопроекта, поскольку, по их мнению, не было бы конкретного определения гомофобии, и даже тот, кто выступает против гомосексуального усыновления или аренды матки, может быть обвинён в гомофобии. «Опасения» и «сомнения» этих экспонентов были опровергнуты спикерами с первого дня. Алессандро Зан и Моника Чиринна десятки и десятки раз «успокаивали» всех тех, кто выступает против усыновления геев и аренды матки, определяя эти опасения как «беспочвенные», и повторяли, что слова самого полного осуждения Мелони и Сальвини могут быть полезны для борьбы с гомофобией, но факты в любом случае более эффективны в борьбе с дискриминацией.
10 и 17 октября 2020 года на 50 площадях Италии прошли многочисленные мероприятия в поддержку законопроекта. Обсуждение в парламенте законопроекта было перенесено с 20 на 27 октября 2020 года из-за пандемии COVID-19.
27 октября 2020 г. при 251 голосе «против» и 201 «за» предварительное определение конституционности было отклонено. Некоторые поправки были поставлены на голосование, и предварительные решения были отклонены; двухпартийная поправка о защите всех инвалидов также рассматривалась и была одобрена (предложена Лизой Ноха). Среди поправок была такая, что вступление закона в силу предлагалось через 60 дней после одобрения Сенатом. Обсуждение поправок с последующим голосованием продолжилось 29 октября и закончилось 4 ноября 2020 г., а затем продолжилось в Сенате для окончательного утверждения. Во время голосования несколько членов Братьев Италии подтвердили и «пообещали», что в случае их возможной победы они защитят кого угодно, гарантируя справедливость для всех, независимо от сексуальной ориентации, без необходимости в гипотетическом законопроекте, увеличивая штрафы для злоумышленников. Джорджия Мелони заявила, что ещё слишком рано учить 6-летних, что такое гомофобия, и попросила большинство учить уважению и осуждению гомофобии с первого класса, поскольку дети не знают, что такое гомосексуальность. Алессандро Зан заявил, что никакой идеологической обработки не будет и что это будет простой здравый смысл.
GayLib, единственная правая ЛГБТ-ассоциация, поддерживающая Мелони и Сальвини, также обратилась к двум лидерам с просьбой поддержать закон, отмечая день принятия закона. Энрико Олиари, президент ассоциации GayLib, основанной в 1997 году, более склонной начинать с правых позиций в своих требованиях о правах ЛГБТ, сказал: «С принятием закона в Монтечиторио Италия делает ещё один важный шаг к цивилизации необходимых социокультурных обычаев. Обогащение с точки зрения защиты ЛГБТ-граждан и женщин, которое никоим образом не подавляет свободу мнений, но способствует росту страны в общем уровне цивилизации. Мы благодарим тех подлинно либеральных деятелей, которые, особенно в „Вперёд, Италия“, продолжают энергично держать флаг гражданских свобод и прав человека».
Политический секретарь Даниэле Приори добавил: «Теперь мы считаем, что в проходе в Сенат, решающим для окончательного зелёного света для закона, эти сигналы свободы от правоцентристских женщин и мужчин, которые не собираются сдаться нелогичному экстремизму тех, кто хочет передать идею о том, что дискриминация и угроза безопасности ЛГБТ-людей и женщин ни в коем случае не должны наказываться отягчающими обстоятельствами. Этот закон приближает нас к либерально-демократической Европе, и отдаляет от России и Восточной Европы, которые продолжают принимать законы в направлении государственной дискриминации. К счастью, Италия идёт в противоположном направлении, в том, что касается свобод, прав и безопасности всех граждан на основе статей, на которых основана наша Конституция. Мы также хотели бы посвятить этот самый радужный день памяти двух великих мастеров, Джиджи Пройетти и Джорджио Альбертацци, которые в те дни, когда кто-то в Риме ранил представителя ЛГБТ ножом, напомнил нам, что такое культура с большой буквы: от Шекспира до Юрсенара, от Боба Дилана до Де Андре. Кроме того, благодаря их словам и силе духа многие люди, даже очень молодые, за последнее десятилетие нашли в себе мужество выйти и начать борьбу за свободу и достоинство для всех. Больше без страха».
Закон против гомофобии поставит Италию в рейтинг наиболее развитых стран. Отсутствие специального закона против гомофобии, помимо запрета дискриминации на рабочем месте, по сути, является консервативным ядром, которое ставит в настоящее время Италию ниже таких стран, как Испания, Франция, Норвегия, Великобритания или Финляндия.
30 октября 2021 года стало известно, что законопроект о введении уголовной ответственности за гомофобию провалился в Сенате Италии. Его поддержал только 131 депутат, тогда как 154 высказались против.